# Neuralink
Neuralink és una empresa nord-americana de neurotecnologia fundada per Elon Musk, per al desenvolupament de Brain-Machine Interfaces o BMI, amb l'objectiu de crear un dispositiu capaç de tractar pacients que pateixen discapacitats causades per desordres neurològics mitjançant estimulació cerebral directa i aconseguir una simbiosi total amb la intel·ligència artificial.
Actualment l'empresa está desenvolupant experiments amb animals en conjunt amb la Universitat de Califòrnia, Davis, i s'espera que realitzin el seu primer estudi clínic amb humans el 2022.

## Descripció general
Neuralink va ser fundada el 2016 per Elon Musk, Ben Rapoport, Dongjin Seo, Max Hodak, Paul Merolla, Philip Sabes, Tim Gardner, Tim Hanson i Vanessa Tolosa.
A l'abril del 2017, el blog Wait But Why va informar que la companyia tenia com a objectiu fabricar dispositius per tractar malalties cerebrals greus a curt termini, amb l'objectiu final de la millora humana, a vegades anomenat transhumanisme. Musk digué que el seu interès en la idea venia del concepte de ciència-ficció de "cordó neuronal" en l'univers fictici de The Culture (La Cultura), una sèrie de 10 novel·les de Iain M. Banks.
Musk va definir el cordó neuronal com una "capa digital per sobre de l'escorça" que no implicaria necessàriament una inserció quirúrgica extensa, sinó idealment un implant a través d'una vena o arteria. Musk explicava que l'objectiu a llarg termini és aconseguir la "simbiosi amb intel·ligència artificial", que percep com una amenaça existencial per la humanitat si no es controla. A partir de 2017, algunes neuropròtesis poden interpretar senyals cerebrals i permetre que les persones discapacitades controlin els seus braços i cames prostètics.
A partir de 2020, Neuralink té una seu al Districte Mission de Sant Francisco, compartint l'antic edifici de la fàbrica Pioneer amb OpenAl, una altra empresa cofundada per Musk. Musk era el propietari majoritari de Neuralink el setembre de 2018, però no ocupava cap lloc d'executiu. El paper de director executiu exercit per Jared Birchall, qui també ha sigut inclòs com a director financer i president de Neuralink, i com executiu de varies altres empreses que Musk ha fundat i cofundat, s'ha descrit com a formal. La marca comercial Neuralink es va comprar als seus anteriors propietaris el gener de 2017.
L'agost de 2020 només dos dels vuit científics fundadors seguien a la companyia, segons un article d'Stat News que va informar que Neuralink havia vist "anys de conflicte intern en els quals les línies de temps precipitades han xocat amb el ritme lent de la ciència".

## Companyia
Des de la seva fundació, l'equip de Neuralink s'ha caracteritzat pel seu alt grau de discreció a l'hora de rebel·lar informació, ja que l'existència de la companyia no sería anunciada al públic fins al 2017, i informació sobre la tecnologia que es trobava en desenvolupament no sería rebel·lada fins al 2019.
La companyia ha rebut 158 milions de dòlars de patrocini, dels quals 100 milions han estat invertits pel mateix Musk, i compta amb 90 empleats.
La marca "Neuralink" va ser adquirida dels seus amos anteriors el gener de 2017.

## Membres
La companyia està conformada per un grup d'experts en diferents àrees tals com la neurociència, bioquímica, robòtica, matemàtiques aplicades, maquinària, entre unes altres. Actualment està buscant experts en diferents àrees científiques per conformar el seu equip.
Els seus membres fundadors són:
- Elon Musk.
- Max Hodak, president de la companyia. Anteriorment va treballar en el desenvolupament de interfaces brain-computer a la Universitat de Duke.[3]
- Matthew McDougall, cap de Neurocirurgia a Neuralink I neurocirurgià al California Pacific Medical Center. Prèviament va estar treballant a Stanford on treballava en laboratoris que implantaven i dissenyaven interfaces brain-computer.
- Vanessa Tolosa, directora d'Interfícies Neuronals. Prèviament dirigia un equip de neurotecnologia al Lawrence Livermore National Laboratory que treballava amb una gran varietat de tecnologia sobre pròtesis tecnològiques que utilitzaven tant en un àmbit clínic com acadèmic.
- DJ Seo, director del Sistema d'Implantacions. Va ser el co-inventor del “neural dust” una tecnologia que va desenvolupar mentre estudiava a UC Berkeley.
- Philip Sabes, científic sènior. Era professor de Fisiologia a UC San Francisco i liderava un laboratori que estudiava com el cervell processava senyals sensorials i motores.
- Tim Gardner, professor de biologia a la Universitat de Boston en la qual han treballat en la implantació d'interfícies cervell-computadora en aus.
- Ben Rapoport, neurocirurgià amb un PhD en enginyeria elèctrica i ciències computacionals de MIT.
- Tim Hanson, investigador en el Berkeley Sensor and Acuator Center.

## Objectius

### Curt termini
El seu objectiu a curt termini és crear interfícies cervell-computadora capaços de recopilar informació i estimular selectivament la màxima quantitat de neurones possibles al llarg de diverses àrees del cervell.
Les interfícies cervell-computadora tenen el potencial d'ajudar a persones amb una amplitud de desordres clínics. Investigadors han demostrat que, amb l'ús d'aquestes, és possible el control de cursors de computadora, pròtesis robòtiques i sintetitzadors del parla utilitzant no més de 256 elèctrodes.
Si bé aquests estudis suggereixen que és possible la transferència d'informació entre màquines i el cervell, el desenvolupament d'interfícies cervell-ordinador s'ha vist limitat a causa de la incapacitat que tenen aquestes de recopilar informació d'un nombre més gran de neurones. Per aquesta raó l'equip de Neuralink busca desenvolupar un dispositiu capaç d'augmentar l'ordre de magnitud de neurones de les que es pugui extreure informació i estimular-les de manera segura i duradera mitjançant un procediment simple i automatitzat.

### Llarg termini
Com a objectiu a llarg termini s'espera que les interfícies cervell-computadora estiguin disponibles per al públic general.
En una entrevista realitzada a Musk el 2016, es va dir que qualsevol avenç tecnològic a l'àrea de la intel·ligència artificial implicaria un seriós desavantatge per als éssers humans pel perill que suposa que aquesta superi en habilitats a la raça humana. Per a ell, la millor solució al problema seria crear una capa d'intel·ligència artificial sobre l'escorça cerebral que permetés una simbiosi completa amb aquesta, per així aconseguir controlar-la. Concepte que acabaria convertint-se en Neuralink.
L'interès de Musk per les interfícies cervell-computadora començaria, en part, a causa de la influència d'un concepte de ciència-ficció anomenat "Neural Lace" que és part de l'univers fictici descrit en La Cultura, una sèrie de novel·les per Iain Banks.

## Tecnologia
El 2019, durant una presentació en directe realitzada a l'Acadèmia de Ciències de Califòrnia, l'equip de Neuralink va revelar al públic la tecnologia del primer prototip en el qual havien estat treballant. Es tracta d'un sistema que involucra sondes ultra fines que seran inserides al cervell, un robot neuroquirúrgic que realitzarà les operacions i un sistema electrònic d'alta densitat capaç de processar la informació provinent de les neurones.

### Sondes
Les sondes, compostes majoritàriament de poliamida, un material biocompatible, i recobertes en un fi fil d'or, seran inserides en el cervell mitjançant un procés automatitzat realitzat per un robot quirúrgic.
Cada sonda està composta per una àrea de fils que conté elèctrodes capaços de localitzar senyals elèctrics en el cervell, i una àrea sensorial on el fil interactua amb un sistema electrònic que permet l'amplificació i adquisició del senyal cerebral.
Cadascuna de les sondes conté 48 o 96 fils, dels quals cadascun conté 32 elèctrodes independents; aconseguint així un sistema de fins a 3072 elèctrodes per formació.

### Robot
Estudis involucrant la inserció de sondes en el cervell han demostrat que, a causa de la rigidesa d'aquestes, el cos les reconeix com a material desconegut i, en conseqüència, genera teixit per desfer-se d'aquestes, la qual cosa, a llarg termini, les torna inservibles.
Per aquesta raó, Neuralink ha desenvolupat un robot capaç d'inserir sondes flexibles, permetent la ràpida inserció de múltiples d'aquestes per així minimitzar traumatismes que puguin desencadenar una reacció de rebot.
Aquest robot disposa d'un cap d'inserció amb una agulla de 40 μm de diàmetre feta de tungstè-reni dissenyada per enganxar-se als llaços d'inserció, fets per transportar i inserir sondes individuals, i per penetrar les meninges i el teixit cerebral.
El robot és capaç d'inserir fins a 6 sondes (192 elèctrodes) per minut.

### Electrònica
Neuralink ha desenvolupat un sistema d'enregistrament de 1.536 canals denominat Circuit Integrat d'Aplicació Específica (ASIC, per les seves sigles en anglès).
Aquest sistema consta de 256 amplificadors capaços de ser programats individualment ("píxels anàlegs"), convertidors analògic-digitals dins del xip ("ADCs") i un control de circuit perifèric per serializar la informació digitalitzada obtinguda.
Té com a objectiu la conversió d'informació obtinguda de les neurones a un codi binari entendible per així aconseguir major enteniment sobre el funcionament cerebral i la capacitat per estimular de tornada aquestes neurones.

## Recepció
Diversos científics experts en neurologia s'han pronunciat sobre la intenció de Musk i els membres de Neuralink de construir una interfície cervell-ordinador. La resposta de la comunitat científica ha estat mixta.
Mary Lou Jepsen, fundadora d'Openwater, una companyia que també treballa a l'àrea de les interfícies cervell-ordinador, amb l'objectiu de crear un sistema de telepatia, ha expressat preocupació per les reaccions de rebuig que puguin ocasionar les sondes.
Thomas Oaxley, CEO de Synchron, companyia australiana que també es troba desenvolupant un sistema per inserir sondes cerebrals que evitin qualsevol penetració directa amb el teixit cerebral, i per tant, no causin traumatismes, diu que no s'haurien d'esperar resultats efectius pròximament, ja que la tecnologia no és prou avançada com per aconseguir-ho. No obstant això, considera que a causa que Musk està disposat a invertir grans quantitats de diners en la seva companyia, serà "emocionant veure el que vagi a desenvolupar."